# カラベラス・カウンティ (戦車揚陸艦)

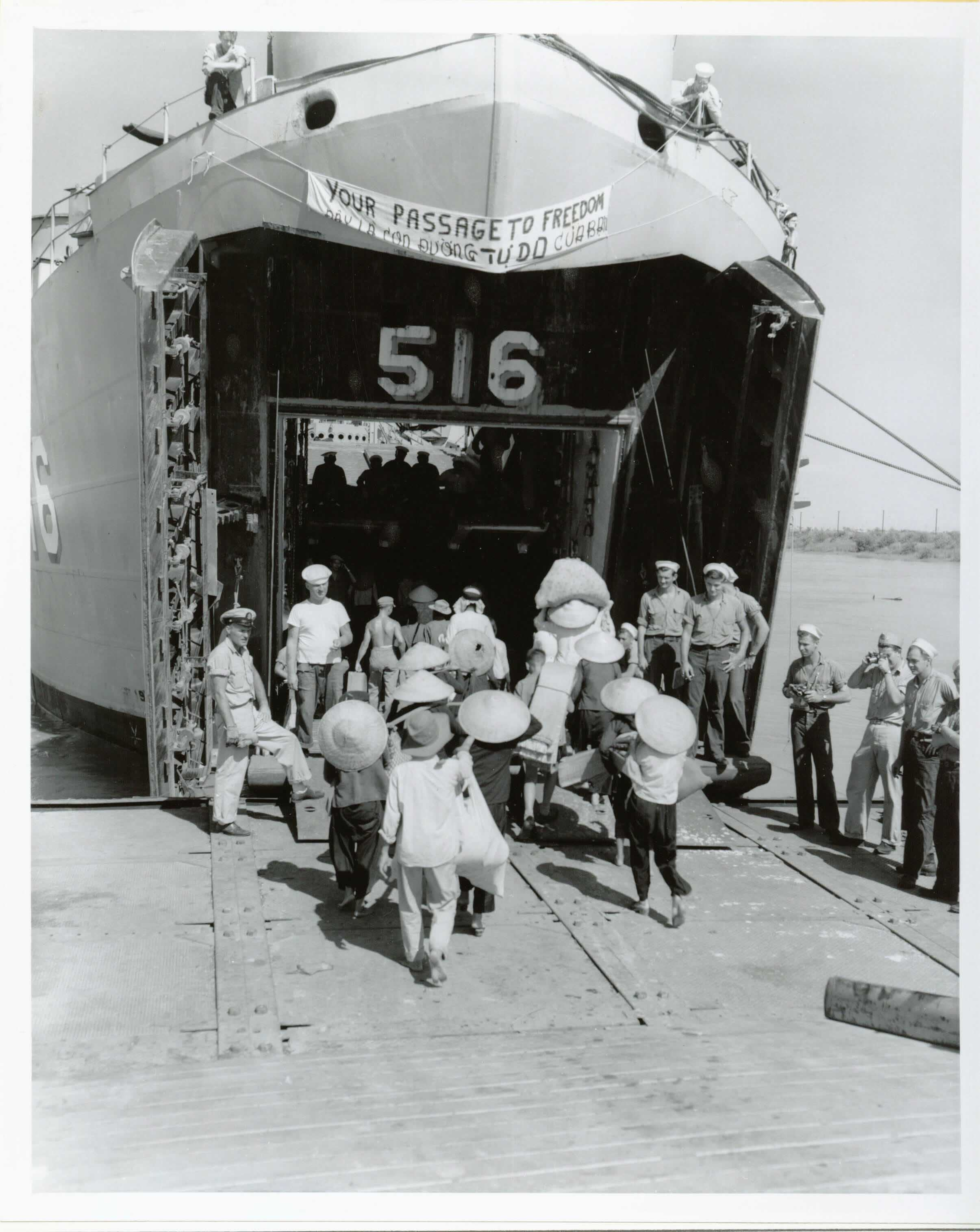
北ベトナムのハイフォンから南ベトナムのサイゴンへ移動するベトナムの避難民。1954年10月のパッセージ・トゥ・フリーダム作戦で。

カラベラス・カウンティ (USS Calaveras County, LST-516) は、アメリカ海軍の戦車揚陸艦。LST-491級戦車揚陸艦の1隻。艦名はカリフォルニア州のカラベラス郡に因む。

## 艦歴
LST-516は1943年9月6日にイリノイ州セネカのシカゴ・ブリッジ・アンド・アイアン・カンパニーで起工した。1944年1月7日にR・R・ハンセン夫人によって進水、1944年1月31日にM・J・ミラー大尉の指揮下就役した。
第二次世界大戦の間、LST-516はヨーロッパ戦線に配備され1944年6月にはノルマンディー上陸作戦に参加した。1947年2月28日に退役するが、朝鮮戦争が勃発すると1950年9月22日に再就役する。
就役後は以下の作戦に参加した。
- U.N. Summer-Fall Offensive （1951年11月）
- Second Korean Winter （1952年1月-2月）
- Third Korean Winter （1952年12月、1953年1月-4月）
- Korea, Summer 1953 （1953年6月-7月）

停戦後も1953年9月20日まで韓国海域で活動した。その後アメリカに帰還し、1955年7月1日にカラベラス・カウンティと命名された。カラベラス・カウンティは1955年12月21日に退役し、1958年10月1日に除籍された。その後の消息は不明。
LST-516は第二次世界大戦の戦功で1個、朝鮮戦争の戦功で4個の従軍星章を受章した。

## 参照
- この記事はアメリカ合衆国政府の著作物であるDictionary of American Naval Fighting Shipsに由来する文章を含んでいます。
- “LST-516”. Dictionary of American Naval Fighting Ships. 2007年4月7日閲覧。
- “LST-516 Calaveras County”. Amphibious Photo Archive. 2007年4月7日閲覧。